# Ardian Ismajli
Ardian Ismajli, född 30 september 1996 i Majac i FR Jugoslavien, är en albansk fotbollsspelare (försvarare) som spelar för den kroatiska klubben Hajduk Split.